# CFL
CFL (Chemins de Fer Luxembourgeois) este o societate feroviară de transport călători din Luxemburg.